# Purpuricenus atromaculatus
Purpuricenus atromaculatus är en skalbaggsart som beskrevs av Maurice Pic 1922. Purpuricenus atromaculatus ingår i släktet Purpuricenus och familjen långhorningar. Inga underarter finns listade i Catalogue of Life.